# Raspailia fueguensis
Raspailia fueguensis är en svampdjursart som beskrevs av Cuartas 1994. Raspailia fueguensis ingår i släktet Raspailia och familjen Raspailiidae. Inga underarter finns listade i Catalogue of Life.